# 胡中明
胡中明（1964年1月—），山东青岛人，中国人民解放军海军上将。中共第二十届中央委员。现任中国人民解放军海军司令员。

## 生平
胡中明1979年参加中国人民解放军，曾任海军潜艇第二基地艇长、92730部队90分队分队长。2002年，胡中明曾参加海军首次环球航行。2008年，据《中国青年报》的报道，胡中明在指挥检验新型潜艇的试运行中避免了一场严重事故，新型潜艇进行“自动舵变深试验”时，自动舵因失电“卡死”在下潜舵位置，潜艇出现“掉深”，急速下沉。千钧一发之际，胡中明思路清晰，启动预案，果断处置，避免了一起严重事故的发生。2008年9月，中国人民解放军总政治部通报表彰对第九届全军学习成才标兵、学习成才先进个人和人才培养先进单位，胡中明在全军学习成才标兵名单中名列第一，胡中明曾先后完成常规潜艇艇长全训、驱逐舰舰长独操合格训练和某新型潜艇艇长全科目训练，有把控三舰（常规潜艇、新型核潜艇、导弹驱逐舰）的经验，其所在单位先后被海军表彰为先进舰连标兵，被舰队表彰为基层建设标兵单位。当时，胡中明也被称为“大校艇长”。《瞭望东方周刊》杂志在解释92730部队90分队时这样描述：引人注意的是，这位92730部队90分队分队长具有大校军衔，而其他被报道过的海军潜艇艇长则多为中校。作为解放军海军主力的导弹驱逐舰舰长也基本为上校军衔，实习舰长有中校军衔，公开报道中虽然有个别大校军衔，但较为少见。2013年，胡中明所在的潜艇支队被授予了罕见一等功，《环球时报》表示，它可能是一支核潜艇部队。2013年7月，任海军潜艇第二基地司令员。2014年12月，任海军参谋长助理。
2016年，胡中明任海军副参谋长。2019年12月，胡中明升任北部战区副司令员兼北部战区海军司令员。2021年12月转任海军参谋长。2023年12月升任海军司令员。
2014年7月晋升海军少将军衔，2019年12月晋升海军中将军衔，2023年12月晋升海军上将军衔。